# Saint-Gatien-des-Bois
Saint-Gatien-des-Bois è un comune francese di 1 377 abitanti situato nel dipartimento del Calvados nella regione della Normandia.

## Società

### Evoluzione demografica
Abitanti censiti